# 寒原荠
寒原荠（学名：Aphragmus tibeticus），为十字花科寒原荠属的植物，是中国的特有植物。分布于中国大陆的西藏、四川等地，生长于海拔5,100米至5,600米的地区，多生于山坡以及草地，目前尚未由人工引种栽培。